# Piotr Myszka
Piotr Myszka (ur. 25 lipca 1981 w Mrągowie) – żeglarz, reprezentant Polski w windsurfingu.
Piotr Myszka jest reprezentantem klubu AZS AWFiS Gdańsk oraz windsurfingowej Kadry Olimpijskiej Londyn 2012. Występuje w żeglarskiej klasie RS:X. Pływa na jachcie Neilpryde RS:X. Numer na żaglu zawodnika to POL 82. Wzrost: 186 cm, waga: 75 kg.
Został odznaczony Złotym Krzyżem Zasługi (2010).
Został członkiem honorowego komitetu poparcia Bronisława Komorowskiego przed wyborami prezydenckimi w Polsce w 2015 roku.

## Najważniejsze wyniki
Klasa Mistral One Design
Sezon 2000
Mistrzostwa Polski Seniorów – 2. miejsce
Sezon 2001
Mistrzostwa Polski Seniorów – 2. miejsce
Młodzieżowe Mistrzostwa Polski – 1. miejsce
Ranking Pucharu Polski – 1. miejsce
Sezon 2002
Mistrzostwa Polski Seniorów – 1. miejsce
Młodzieżowe Mistrzostwa Polski – 1. miejsce
Długodystansowe Mistrzostwa Polski – 1. miejsce
Ranking Pucharu Polski – 1. miejsce
Sezon 2004
Akademickie Mistrzostwa Świata Izmir (Turcja) – 1. miejsce
Sezon 2005
Mistrzostwa Polski – 2. miejsce
Klasa RSX
Sezon 2006
Mistrzostwa Polski – 2. miejsce
Ranking Pucharu Świata – 2. miejsce
Sezon 2007
Mistrzostwa Europy (Cypr) – 2. miejsce
Mistrzostwa Polski – 2. miejsce
Akademickie Mistrzostwa Polski – 1. miejsce
Sezon 2008
Mistrzostwa Polski – 2. miejsce
Akademickie Mistrzostwa Polski – 1. miejsce
Zawody Pucharu Świata, Kilonia (Niemcy) – 1. miejsce
Sezon 2009
Zawody Pucharu Świata, Medemblik (Holandia) - 2. miejsce
Mistrzostwa Świata (Wielka Brytania) - 7. miejsce
Sezon 2010
Mistrzostwa Świata Kerteminde (Dania) - 1. miejsce
Mistrzostwa Europy Sopot - 3. miejsce
Zawody Pucharu Świata Hyères (Francja) - 2. miejsce
Ranking Pucharu Świata - 2. miejsce
Sezon 2011
Mistrzostwa Świata Perth (Australia) - 2. miejsce
Sezon 2015
Mistrzostwa Świata Oman - 5. miejsce
Sezon 2016
Mistrzostwa Świata Ejlat (Izrael) - 1. miejsce